# 佐世保中央病院
佐世保中央病院（させぼちゅうおうびょういん）は、長崎県佐世保市にある社会医療法人財団白十字会が開設する医療機関（病院）である。

## 概要
佐世保市内では最も大規模な民間経営の病院であり、市内では単に「中央病院」と呼ばれることが多い。地域医療支援病院の承認を受けている。

## 沿革
- 1929年（昭和4年）4月 - 佐世保市宮崎町に「富永内科医院」を開設。
- 1931年（昭和6年）12月 - 富永内科医院、戸尾町に移転。
- 1945年（昭和20年）6月 - 佐世保大空襲で焼失。翌年3月、焼跡に仮設診療所を置く。
- 1947年（昭和22年）12月 - 再建（病床数：24床）、同時に「佐世保中央病院」に改称。
- 1951年（昭和26年）9月 - 医療法人財団白十字会を設立、個人経営から移行。
- 1995年（平成7年）9月 - 現在地に新築移転。旧病院は同経営の介護老人保健施設「サン」に改装される。

## 診療科
以下の34科目の診療を行っている。
- 内科
- 神経内科
- 小児科
- 外科
- 整形外科
- 脳神経外科
- 呼吸器外科
- 呼吸器内科
- 心臓血管外科
- 皮膚科
- 泌尿器科
- 耳鼻咽喉科
- 眼科
- リウマチ科
- 放射線科
- 麻酔科
- リハビリテーション科
- 循環器内科
- 消化器内科
- 消化器外科
- 糖尿病内科
- 内分泌内科
- 内分泌外科
- 腎臓内科
- 人工透析内科
- 内視鏡内科
- 内視鏡外科
- 乳腺外科
- 大腸・肛門外科
- 胸部外科
- 病理診断科
- 臨床検査科
- 救急科
- 放射線治療科
- 脳血管内科
- 歯科（入院患者のみ）

## 医療機関の指定等
- 保険医療機関
- 労災保険指定医療機関
- 指定自立支援医療機関（更生医療・育成医療・精神通院医療）
- 身体障害者福祉法指定医のいる医療機関
- 生活保護法指定医療機関
- 結核予防法指定医療機関
- 戦傷病者特別援護法指定医療機関
- 原子爆弾被爆者医療指定医療機関
- 原子爆弾被爆者一般疾病医療取扱医療機関
- 地域医療支援病院
- 臨床研修指定病院
- 特定疾患治療研究事業指定医療機関
- DPC対象病院
- 小児慢性特定疾患治療研究事業指定医療機関

## 交通機関
- JR佐世保線 日宇駅より車で約4分。
- 西肥バス（させぼバスも含む）「中央病院入口」バス停より徒歩で約1分。
- JR佐世保線 佐世保駅より車で約8分。

## オリジナルグッズ
- 佐世保中央病院オリジナルエコバッグを同院売店で販売している。価格は450円。